# Mageri, Bangarapet
Mageri là một làng thuộc tehsil Bangarapet, huyện Kolar, bang Karnataka, Ấn Độ.